# Johnnie H. Corns

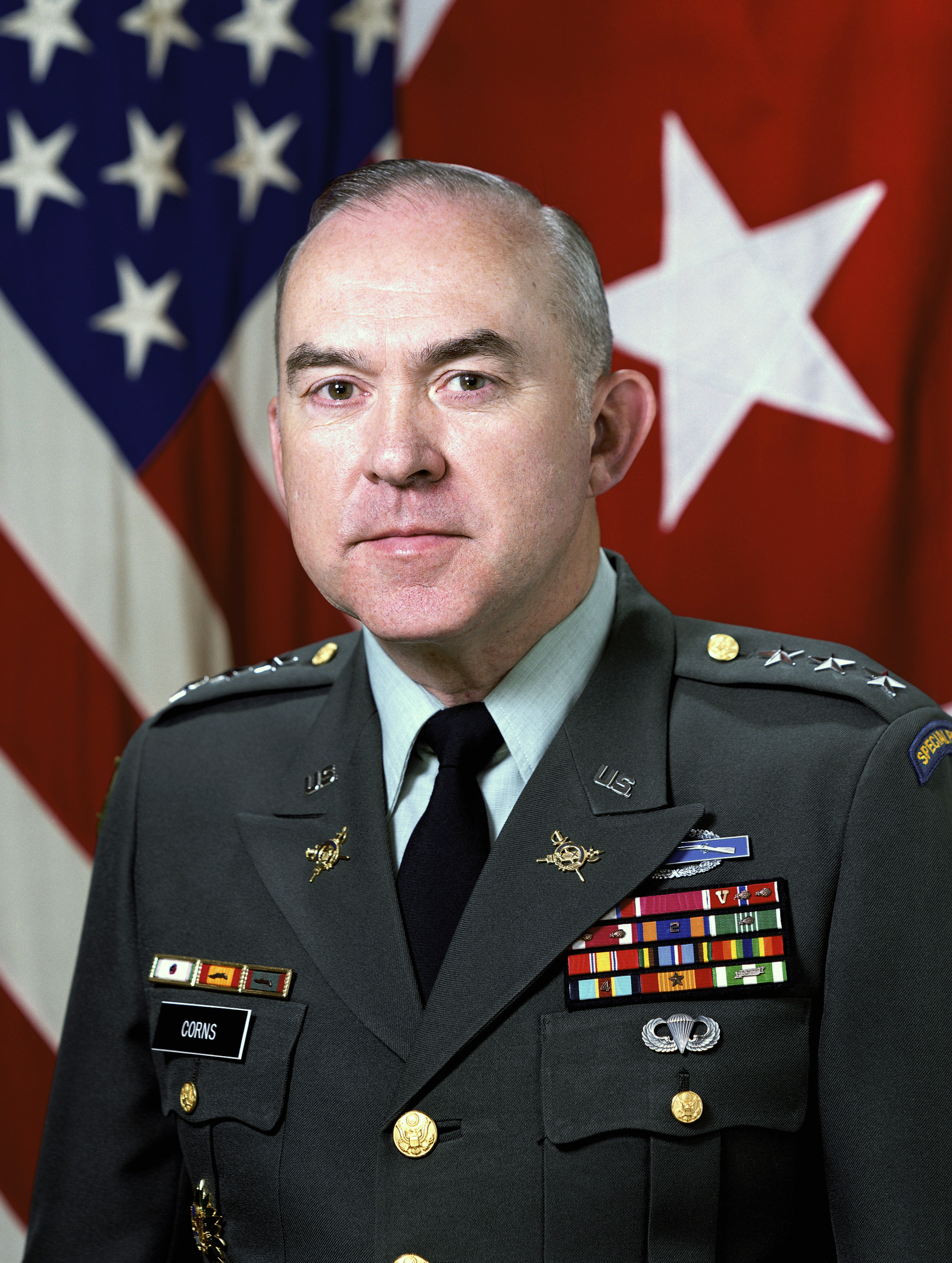
Johnnie H. Corns (1989)

John Herman Corns (* 21. März 1936 in Gordon, Boone County, West Virginia; † 12. Mai 2020 in Churchville, Augusta County, Virginia) war ein Generalleutnant der United States Army.
John Corns besuchte die South Charleston High School in West Virginia und studierte danach an der Marshall University. Über deren ROTC-Programm gelangte er im Jahr 1958 in das Offizierskorps des US-Heeres. Dort wurde er als Leutnant der Infanterie zugeteilt. In der Armee durchlief er anschließend alle Offiziersränge bis zum Drei-Sterne-General.
Im Lauf seiner militärischen Karriere absolvierte Corns verschiedene Kurse und Schulungen. Dazu gehörten unter anderem das Shippensburg State College, die Infantry School, das Armed Forces Staff College und das United States Army War College.
In seinen jüngeren Jahren absolvierte er den für Offiziere in den niederen Rangstufen üblichen Dienst in verschiedenen Einheiten und Standorten. Im weiteren Verlauf seiner Laufbahn kommandierte er Einheiten auf fast allen militärischen Ebenen. Zwischenzeitlich wurde er auch als Stabsoffizier eingesetzt. Er diente unter anderem in Südkorea und im Vietnamkrieg. Dort gehörte er 1963 den Green Berets an, wo er eine Kompanie (Detachment) kommandierte. Später wurde er mit der 9. Infanteriedivision erneut in Vietnam eingesetzt.
In den folgenden Jahren stieg Corns auf der Offiziersrangleiter immer weiter auf. Er versah Kommandostellen und Stabsoffiziersaufgaben, darunter auch im Pentagon. In den Jahren 1978 und 1979 kommandierte er eine Brigade der 2. Infanteriedivision in Südkorea. Später übernahm er das Kommando über die 6. Infanteriedivision. Von 1986 bis 1988 kommandierte er die amerikanischen Bodentruppen in Alaska, deren Hauptquartier sich in Fort Richardson befand. Danach kommandierte er für kurze Zeit die amerikanischen Streitkräfte in Japan. Von 1989 bis 1991 war Corns Generalinspekteur des US-Heeres.
Von Juli 1991 bis September 1993 kommandierte John Corns als Nachfolger von Claude M. Kicklighter die United States Army Pacific, deren Hauptquartier sich in Fort Shafter bei Honolulu auf Hawaii befand. Dabei handelt es sich um eine Vorgängerorganisation des im Jahr 2000 neu aufgestellten gleichnamigen Großverbands, der ebenfalls auf Hawaii ansässig ist. Nach dem Ende dieses Kommandos ging John Corns im Rang eines Generalleutnants in den Ruhestand.
Corns verbrachte seinen Lebensabend zusammen mit seiner Frau Carolyn geborene Cyrus in Churchville in Virginia. Dort war er unter anderem Mitglied im Ruritan Club. Außerdem veröffentlichte er einige Bücher, darunter auch seine Memoiren. Er starb am 12. Mai 2020 und wurde auf dem amerikanischen Nationalfriedhof Arlington beigesetzt.

## Orden und Auszeichnungen
John Corns erhielt im Lauf seiner militärischen Laufbahn unter anderem folgende Auszeichnungen:
- Army Distinguished Service Medal
- Legion of Merit
- Bronze Star Medal
- Air Medal
- Army Commendation Medal
- Meritorious Service Medal
- Army General Staff Identification Badge